# The Spy (film, 1911)
Pour les articles homonymes, voir Spy.
Ne doit pas être confondu avec The Spy (film, 2019).
Pour plus de détails, voir Fiche technique et Distribution.
The Spy est un court métrage muet d'espionnage américain réalisé par Otis Turner, sorti en 1911.

## Synopsis
Le général Lee juge nécessaire d'envoyer l'un de ses jeunes officiers dignes de confiance derrière les lignes ennemies afin d'obtenir des informations précieuses qui lui permettront d'anticiper les mouvements de son rusé ennemi. Il choisit Gerald Haines, un descendant d'une vieille famille aristocratique du Sud, pour accomplir cette périlleuse tâche. Revenant de sa mission. Il a sur lui des papiers confidentiels qui le feront pendre comme un espion, s'il devait être capturé. Il est alors pris dans un feu et abattu par des soldats ennemis, qui le laissent pour mort.
Plus tard, il est secouru par le petit Joe Wheelock, un garçon trop jeune pour s'enrôler dans l'armée mais dont le cœur et l'âme sont dévoués à la cause du Sud. Il aide le confédéré blessé à se rendre dans la cabane d'une vieille femme noire, qui soigne sa blessure. Pendant ce temps, Joe est parti avertir la famille de l'espion qui vient le chercher. Après quelques aventures périlleuses, Gerald Haines se trouve devant son général et reçoit de chaleureux éloges pour sa bravoure et son dévouement envers sa patrie.

## Fiche technique
Sauf indication contraire, les informations mentionnées dans cette section peuvent être confirmées par la base de données cinématographiques IMDb,  présente dans la section « Liens externes ».
- Titre original : The Spy
- Réalisation : Otis Turner
- Scénario : Betty Harte
- Production : William Selig
- Société de production : Selig Polyscope Company
- Société de distribution : General Film Company
- Pays d'origine :  États-Unis
- Format : noir et blanc
- Genre : drame
- Date de sortie :
  - États-Unis : 26 janvier 1911

## Distribution
- Hobart Bosworth : l'espion
- Betty Harte